# 2 Times
«2 Times» es el single de debut de la cantante inglesa Ann Lee. Fue publicado en Italia en diciembre de 1998 por X-Energy como single principal de su álbum de debut, Dreams (1999), y se publicó en todo el mundo al año siguiente. Llegó al número dos en la UK Singles Chart del Reino Unido, al número uno en Flandes y al top 10 en varios países, como Australia, Alemania, Irlanda, Italia o Nueva Zelanda.

## Antecedentes y composición
El trabajo previo de Ann Lee en un gran número de proyectos eurodance le ayudaría a recibir un contrato con Alfredo Larry Pignagnoli, con quien ya había trabajado en muchos proyectos como Whigfield, Ally & Jo, entre otros. Trabajó en un tema con Marco Sorcini llamado Two Times. La canción está tocada en clave de Fa mayor en tiempo común a un BPM de 132, y en todo momento sigue la progresión de acordes Fa-C7.

## Recepción crítica
Un crítico del Daily Record escribió: «Esto suena como una canción de baile en línea reelaborada para el mercado techno, pero le ha funcionado a Ann Lee, que ya ha encabezado las listas de éxitos en toda Europa». The Guardian la describió como «vertiginosa».

## Actuación comercial
La canción alcanzó el éxito en muchos países europeos, donde se situó en el top 10, especialmente en Dinamarca, Escocia y la región belga de Flandes, donde llegó al número uno. Alcanzó el número dos en Irlanda, Nueva Zelanda y el Reino Unido; llegando a vender hasta 2014 cerca de medio millón de copias en el Reino Unido. También fue un éxito en el top 10 en Australia después de recibir inicialmente frecuentes airplay en Melbourne estación de radio KIX FM.

## Vídeo musical
El vídeo musical que acompaña a la canción fue lanzado en 1999 por Energy Productions. En él se ve a Ann Lee interpretando la canción durante un día de su vida, comenzando con ella despertándose por la mañana en su cabaña. Cocina, juega con su muñeca, pasea por la playa y se baña. El vídeo termina con Lee durmiendo en su cama. La cantante ha señalado que la estructura y la cinematografía del vídeo eran muy parecidas a las de Sledgehammer de Peter Gabriel.

## Posición en listas
| Listas (1999-2000)                      | Posición más alta |
| --------------------------------------- | ----------------- |
| Alemania (GfK)                          | 5                 |
| Australia (ARIA Charts)                 | 4                 |
| Austria (Ö3 Austria Top 40)             | 3                 |
| Bélgica (Flandes) (Ultratop 50 Singles) | 1                 |
| Bélgica (Valonia) (Ultratop 50 Singles) | 6                 |
| Canadá (Canadian Singles Chart)         | 14                |
| Canadá (RPM)                            | 13                |
| Dinamarca (IFPI)                        | 1                 |
| Escocia (Official Charts)               | 1                 |
| España (PROMUSICAE)                     | 13                |
| Francia (SNEP)                          | 9                 |
| Hungría (Mahasz)                        | 10                |
| Irlanda (IRMA)                          | 2                 |
| Islandia (Íslenski listinn)             | 7                 |
| Italia (FIMI)                           | 3                 |
| Noruega (VG-lista)                      | 4                 |
| Nueva Zelanda (Recorded Music NZ)       | 2                 |
| Países Bajos (Nederlandse Top 40)       | 4                 |
| Países Bajos (Single Top 100)           | 4                 |
| Suecia (Sverigetopplistan)              | 14                |
| Suiza (Schweizer Hitparade)             | 10                |
| Reino Unido (UK Dance Chart)            | 7                 |
| Reino Unido (UK Singles)                | 2                 |